# JATO
JATO (akronim za Jet-Assisted Take Off) tudi RATO (Rocket-Assisted Take Off) je naprava, ki pomaga vzleteti zrakoplovu, ki je težko naložen ali želi vzleteti pri krajši vzletni razdalji. Večinoma se uporablja rakete, ki se jih po vzletu odvrže in v nekaterih primerih ponovno uporabi.
Britanski RAF uporablja tudi termin RATOG (Rocket-Assisted Take Off Gear). Termin JATO se v praksi uporablja, tudi če gre za raketni pogon. Obstajajo pa tudi jadralna letala, ki vzletijo s pomočjo majhnih reaktivnih motorjev. 
Prvi proizkuse z raketami na jadralnih letalih so izvedli v Nemčiji v 1920ih (Lippisch Ente). V 2. Svetovni vojni so Britanci in Nemci uporabljali te sistem. Britanci so uporabljali relativno velike trdgorivne raketne motorje na letalih kot je bil Hawker Hurricane. Omogočali so jim vzlet s t. i. "CAM" ladij (Catapult armed merchantmen) in jim omogočali zaščito pred nemškimi patruljnimi letali. Po vzletu se je raketa ločila od letala in se potopila. Ko je pilot opravil nalogo je poletel do kopnega ali pa pristal s pomočjo padala v bližini prijateljskih ladij.
Luftwaffe je uporabljala raketne motorje na trdo gorivo in na tekoče gorivo. Pomagali so vzleteti majhnih bombnikom in tudi Gigantu - , Messerschmitt Me 321. Jadralnega Me-321 so vlekli trije težki lovci Messerschmitt Bf 110 v t. i. Troika-Schlepp konfiguraciji. Uporaba kratkih vzletnih stez je bila zelo pomembna za Nemce pri koncu vojne, ko je bilo veliko letališč uničenih. Večinoma so uporabljali Walter HWK 500 ali -501 Starthilfe ("pomoč pri startu") na tekoče gorivo (monopropelant vodikov peroksid). Potem se je raketa ločila od letala in pristala s padalom in se ponovno uporabila.
Prve eksperimente so izvedli leta 1937 na Heinkel He 111Druge eksperimente so izvedli na prestreznikških letali kkot je Messerschmitt Me 262C Heimatschützer
Na začetku leta 1939 je Nacionalna akademija znanosti ZDA podelila $1 000 nagrado za razvoj JATO na letalih.  Ob koncu 1941 je von Kármán razvil trdogorivni Aerojet JATO potisnik (22 kg potiska). Prvo letalo s tem sistemom je bil lahki Ercoupe.

## Post WWII
Po 2. Svetovni vojni so JATO uporabljali na težkih letlih kot je bil Avro Shackelton. Ko se je povečala moč reaktivnih motorjev, se je potreba po JATO zmanjšala. Se pa še vedno uporablja na težko naloženih letalih ali pa kratkih vzletnih stezah.
Skonstruirali so tudi "zero-length launch" - vzlet z mesta. Američani so predelali Republic F-84 z oznako EF-84G , Sovjeti pa MiG-19 z oznako SM-30, oba sta uporabljala trdogorivne motorje. Uporabljai so tudi F-100 in F-104 za testiranje vzleta z mesta. RATO je omogočil vzlet težkemu C-130 iz letalonosilke.

## Galerija
- C-130 Hercules RATO
- BQM-74E Chukar JATO
- Dassault Mirage III
- BS.605
- RATO "steklenica"
- A Lockheed P-2 Neptune z letalonosilke USS Franklin D. Roosevelt (CV-42) leta 1951.
- RATO Boeing B-47B vzlet
- Grumman TBF torpedo bombnik
- F-104G